# Damir Doborac
Damir Doborac (* 5. Oktober 1980 in Gradačac, Sozialistische Republik Bosnien und Herzegowina) ist ein ehemaliger bosnischer Handballspieler und derzeitiger Handballtrainer. Doborac spielte zuletzt für den deutschen Verein TV Hüttenberg und die bosnische Nationalmannschaft und wird auf den Positionen Rückraum Mitte und links eingesetzt. Seit dem 8. April 2024 trainiert er die bosnische Handballnationalmannschaft.
Im Jahr 2010 wechselte der 1,88 Meter große Spieler von RK Bosna Sarajevo zum SC Magdeburg. Da sein Vertrag über die Saison 2011/12 nicht verlängert wurde, wechselte er zur Saison 2012/13 zum RK Gradačac. Im Sommer 2013 schloss er sich dem belarussischen Erstligisten HC Dinamo Minsk an. Ein Jahr später unterschrieb er einen Vertrag bei den Kadetten Schaffhausen. Im Januar 2015 nahm ihm der deutsche Zweitligist TV Hüttenberg bis zum Saisonende unter Vertrag.

## Erfolge
- Slowenischer Pokalsieger 2008 und 2009 mit RK Koper
- Bosnischer Meister 2010 mit RK Bosna Sarajevo
- Bosnischer Pokalsieger 2010 mit RK Bosna Sarajevo
- Torschützenkönig 2010